# 제16회 대한민국국제청소년영화제
제16회 대한민국국제청소년영화제는 2016년 11월 15일에 열린 시상식이다.

## 수상 및 후보

### 종합대상
- 전교시대 : 격검의 소녀여 학교를 구하라! - 이세형 수상

### 단체상 - 대상
- Under the Sea - 고은혜 수상
- 십대사정 - 김남현 수상
- 웃음카메라 - 최현성 수상
- 앨리스 : 계절의 틈 - 채가희 수상

### 단체상 - 금상
- 오 흐부아흐! - 이혜성 수상
- 선생죽이기 - 도민재 수상
- 모니터 속 교실 - 황세현 외 1명 수상
- 김밥 - 김한울 수상

### 단체상 - 은상
- Rundown - 김동식 수상
- 수담 - 김은경 수상
- 휴지가 필요해 - 최희윤 수상
- 트랙 - 이동환 수상

### 단체상 - 동상
- 정우의 우정 - 김승주 수상
- 우리집 - 임다슬 수상
- Go! - 전소영 수상
- 슈퍼파워 - 나황선 수상
- 면접 - 지해일 수상
- 성장이야기 - 문준원 수상
- Lo5e - 김소윤 수상
- 드림보이 - 박진성 수상
- 빈집 - 전해근 수상
- 울이에게 - 구정회 수상

### 단체상 - 장려상
- 출제오류 - 이성빈 수상
- 코펜하겐 - 김경록 수상
- 미아 - 김유진 수상
- 유나의 오늘 - 박윤우 외 1명 수상
- 심장이 두근두근 - 김윤기 수상
- 씬 넘버원(S#1) - 김재은 외 1명 수상
- 연애의 조건 - 황원선 수상
- 우등생 - 김수영 수상
- 윈스턴 - 위리아 외 2명 수상
- 선물 - 김세령 수상
- 봄봄봄 - 임진범 수상
- 디마이너스삼 - 김태연 수상
- 기분탓 - 김서영 외 1명 수상
- My dream 꿈 - 오나경 수상
- 피에 젖은 수건 - 정수연 수상
- 사랑의 무게 - 임정은 수상
- 도미노 레이디 - 서윤수 수상
- 세레나데 - 김정윤 수상
- 올스타 - 양준태 수상
- 그 엄마, 딸 - 김희정 수상

### 작품상 - 입선
- Film Maker - 김동환 수상
- 그리고 가을이 왔다 - 최정호 수상
- 구해주세요 - 김경록 수상
- 컨티뉴이티 - 김대영 수상
- 어떤이의 두가지 시선 - 장석우 수상
- 아웃포커싱 - 김경록 수상
- 설 - 신윤호 수상
- 캠퍼스 포크송 대백과 사전 - 이창민 수상
- 악어사냥 - 한승원 수상
- 사이 : Pause - 우나영 수상
- 자기소개서 - 장용수 수상
- 가족사진 - 김경은 수상
- 계란밥 - 한경린 수상
- 이어폰 - 오규리 수상
- 중고거래 - 나지훈 수상
- 구제불능 - 김효일 수상
- 내겐 너무 귀여운 그대 - 박연수 수상
- 노스텔지어 - 박정현 수상
- 당근수프와 함께한 화요일 - 최유림 수상
- 자, 케이크  나눠드릴게요 - 장다은 수상
- 설탕 세스푼 - 김지우 수상
- 투명한 죽음 - 이민혁 수상
- 최면 - 홍설하 수상
- The Door - 김은경 수상
- 30일 - 김윤환 수상
- 어느 순간  누구에게나 - 박준혁 수상
- Eh-Chooing - 이정은 수상
- 도전자들 - 김준영 수상
- 어쩌다보니 - 김채연 수상
- 시선 - 김다희 수상
- 19禁 - 안수현 수상
- 당근 - 손현교 수상
- How To Speak 잉글리쉬? - 도민재 수상
- 높이 날아 - 정지현 수상
- 타로가게의 미스터 리 - 유승원 수상
- 변성기 - 홍해원 수상
- 보름 - 조한나 수상
- 한 소년이 쓰러져 있다 - 홍진호 수상
- 나는 잘 생겼다 - 김예슬 수상
- 예리한 선택 - 강예진 수상
- 발명가 언니와  동생 - 김혜원 수상
- 바른생활 - 박현솔 수상
- 친구 - 윤여중 수상
- Zip line Game - 송민주 수상
- 비밀의 문 - 박채연 수상
- 폭군 - 이서윤 수상
- 넘고 싶어 - 박성현 수상
- 정아의 시계 - 이민주 외 1명 수상
- 터치드 - 김기림 수상
- 새들이 돌아오는 시간 - 정승오 수상
- 농담 - 엄홍식 수상
- 오늘 만난 슈팅스타 - 한예은 수상
- 반차 - 최진영 수상
- 혹한기 - 김매일 수상
- 들개 - 전해근 수상
- Girls'day - 장아람 수상
- 삼포 가는길 - 김태균 수상
- 종이피아노 - 민현기 수상

### 최우수 연출상
- Under the Sea - 고은혜 수상

### 우수 연출상
- 십대사정 - 김남현 수상

### 최우수 연기상
- 오 흐부아흐! - 이주원 수상
- 전교시대 : 격검의 소녀여 학교를 구하라! - 김소희 수상

### 우수 연기상
- 십대사정 - 강장군 수상
- Under The Sea - 재유 수상

### 최우수 조명상
- 우리집 - 김성훈 수상

### 우수 조명상
- 전교시대 : 격검의 소녀여 학교를 구하라! - 이승호 수상

### 최우수 기획상
- 십대사정 - 김남현 수상

### 우수 기획상
- 오 흐부아흐! - 이혜성 수상

### 최우수 편집상
- Rundown - 김동식 수상

### 우수 편집상
- 전교시대 : 격검의 소녀여 학교를 구하라! - 이세형 수상

### 최우수 촬영상
- Under the Sea - 김정근 수상

### 우수 촬영상
- 정우의 우정 - 이진근 수상

### 최우수 음악상
- How To Speak 잉글리쉬? - 박윤서 수상

### 우수 음악상
- 정우의 우정 - 김승주 수상

### 최우수 각본상
- 휴지가 필요해 - 최희윤 수상

### 우수 각본상
- 우리집 - 임다슬 외 2명 수상

### 특별상 - 연기상
- 낙원 - 문지회 수상

### 네티즌상 - 금상
- 드림보이 - 박진성 수상

### 네티즌상 - 은상
- 전교시대 : 격검의 소녀여 학교를 구하라! - 이세형 수상

### 네티즌상 - 동상
- 컨티뉴이티 - 김대영 수상

### 일반심사단 특별상 - 금상
- Rundown - 김동식 수상

### 일반심사단 특별상 - 은상
- 전교시대 : 격검의 소녀여 학교를 구하라! - 이세형 수상

### 일반심사단 특별상 - 동상
- LO5E - 김소윤 수상

### 인기영화인 - 대상 영화감독부문
- 류승완 수상

### 인기영화인 - 대상 원로배우
- 김혜자 수상
- 백윤식 수상

### 인기영화인 - 대상 남자배우
- 유아인 수상

### 인기영화인 - 대상 여자배우
- 전지현 수상

### 인기영화인 - 대상 남자신인배우
- 이동휘 수상

### 인기영화인 - 대상 여자신인배우
- 김고은 수상

### 인기영화인 - 대상 남자아역배우
- 정윤석 수상

### 인기영화인 - 대상 여자아역배우
- 김환희 수상

### 인기영화인 - 특별아역신인배우
- 박정은 수상

### 초등부
- 발면가 언니와 동생 - 김혜원
- 바른생활 - 박현솔
- 봄봄봄 - 임진범
- Zip Iine Game - 송민주
- 비밀의 문 - 박채연
- 폭군 - 이서윤
- 휴지가 필요해 - 최희윤
- 피에 젖은 수건 - 정수연
- 성장이야기 - 문준원
- 정아의 시계 - 이민주 외 1명
- 넘고 싶어 - 박성현
- LO5E - 김소윤
- 디마이너스 삼 - 김태연
- My dream 꿈 - 오나경
- 웃음카메라 - 최현성
- 기분탓 - 김서영 외 1명
- 모니터 속 교실 - 황세현 외 1명
- 드림보이 - 박진성

### 중고등부
- 계란밥 - 한경린
- 윈스턴 - 위리아
- 십대사정 - 김남현
- 이어폰 - 오규리
- 중고거래 - 나지훈
- 구제불능 - 김효일
- 내겐 너무 귀여운 그대 - 박연수
- 노스텔지어 - 박정현
- 당근수프와 함께한 화요일 - 최유림
- 슈퍼파워 - 나황선
- GO! - 전소영
- 씬 넘버 원, S#1 - 김재은
- 자, 케이크 나눠드릴게요 - 정다은
- 설탕 세스푼 - 김지우
- 전교시대: 격검의 소녀여 학교를 구하라! - 이세형
- 투명한 죽음 - 이민혁
- 최면 - 홍설하
- 30일 - 김윤환
- THE DOOR - 김은경
- 수담 - 김은경
- 어느 순간 누구에게나 - 박준혁
- Eh-Chooing - 이정은
- 도전자들 - 김준영
- 연애의 조건 - 황원선
- 어쩌다 보니 - 김채현
- 시선 - 김다희
- 당근 - 손현교
- 19禁 - 안수현
- 우등생 - 김수영
- 선물 - 김세령
- 선생죽이기 - 도민재
- How to spaek 잉글리쉬? - 도민재
- 높이 날아 - 정지현
- 타로가게의 미스터 리 - 유승원
- 변성기 - 홍해원
- 면접 - 지해일
- 보름 - 조한나

### 대학부
- RUNDOWN - 김동식
- 유나의 오늘 - 박윤우 외 1명
- 그리고 가을이 왔다 - 최정호
- Under the Sea - 고은혜
- Film Maker - 김동환
- 오 흐부아흐! - 이혜성
- 구해주세요 - 김경록
- 코펜하겐 - 김경록
- 종이피아노 - 민현기
- 컨티뉴이티 - 김대영
- 어떤이의 두가지 시선 - 장석우
- 우리집 - 임다슬
- 아웃포커싱 - 김경록
- 설 - 신윤호
- 캠퍼스 포크송 대백과 사전 - 이창민
- 미아 - 김유진
- 심장이 두근두근 - 김윤기
- 정우의 우정 - 김승주
- 악어사냥 - 한승원
- 사이: Pause - 우나영
- 출제오류 - 이성빈
- 자기소개서 - 장용수

### 청장년부
- 울이에게 - 구정희
- 터치드 - 김기림
- 세레나데 - 김정윤
- 그 엄마, 딸 - 김희정
- 도미노 레이디 - 서윤수
- 비 온다! - 이준필
- 사랑의 무게 - 임정은
- 새들이 돌아오는 시간 - 정승오
- 앨리스: 계절의 틈 - 채가희
- 농담 - 엄홍식
- 트랙 - 이동환
- 오늘 만난 슈팅스타 - 한예은
- 반차 - 최진영
- 혹한기 - 김매일
- 빈 집 - 전해근
- 들개 - 전해근
- Girls'day - 장아람
- 올스타 - 양태준
- 가족사진 - 김경은
- 삼포 가는 길 - 김태균
- 김밥 - 김한울